# Bethpage Black Course
Le Bethpage Black Course est un parcours de golf public situé dans le Bethpage State Park à Long Island, New York.
Ouvert en 1936, il a été conçu par Joseph H.Burbeck, surintendant du Parc, également responsable des parcours bleu et rouge au milieu des années 1930. Le célèbre architecte de golf AW Tillinghast a aussi participé a sa création.
C'est le plus difficile des cinq parcours de Bethpage. Un panneau placé, au début des années 1980, a son départ avertit les joueurs:  "Le Black Course est un parcours extrêmement difficile recommandé uniquement aux très bons golfeurs." 
Le Black Course a accueilli l' US Open en 2002 et 2009, ainsi que l'US PGA en 2019.
En 2025, Bethpage Black accueillera la Ryder Cup pour la première fois de son histoire.

## Événements
| Annee | Date         | Tournoi         | Vainqueur            | Score | Score |
| ----- | ------------ | --------------- | -------------------- | ----- | ----- |
| 2002  | 13-16 juin   | US Open         | </img> Tiger Woods   | 277   | −3    |
| 2009  | 18-22 juin   | US Open         | </img> Lucas Glover  | 276   | −4    |
| 2012  | 23-26 août   | Les Barclays *  | </img> Nick Watney   | 274   | −10   |
| 2016  | 25-28 août   | Les Barclays *  | </img> Patrick Reed  | 275   | −9    |
| 2019  | 16 au 19 mai | Championnat PGA | </img> Brooks Koepka | 272   | −8    |